# Visker
 Visker  (en occitano Bisquèr) es una comuna y población de Francia, en la región de Mediodía-Pirineos, departamento de Altos Pirineos, en el distrito de Tarbes y cantón de Ossun.

## Demografía
| 185 | 183 | 182 | 223 | 245 | 309 | 331 | 343 | 328 |
| Para los censos de 1962 a 1999 la población legal corresponde a la población sin duplicidades (Fuente: INSEE [Consultar]) |     |     |     |     |     |     |     |     |

## Sitios y monumentos

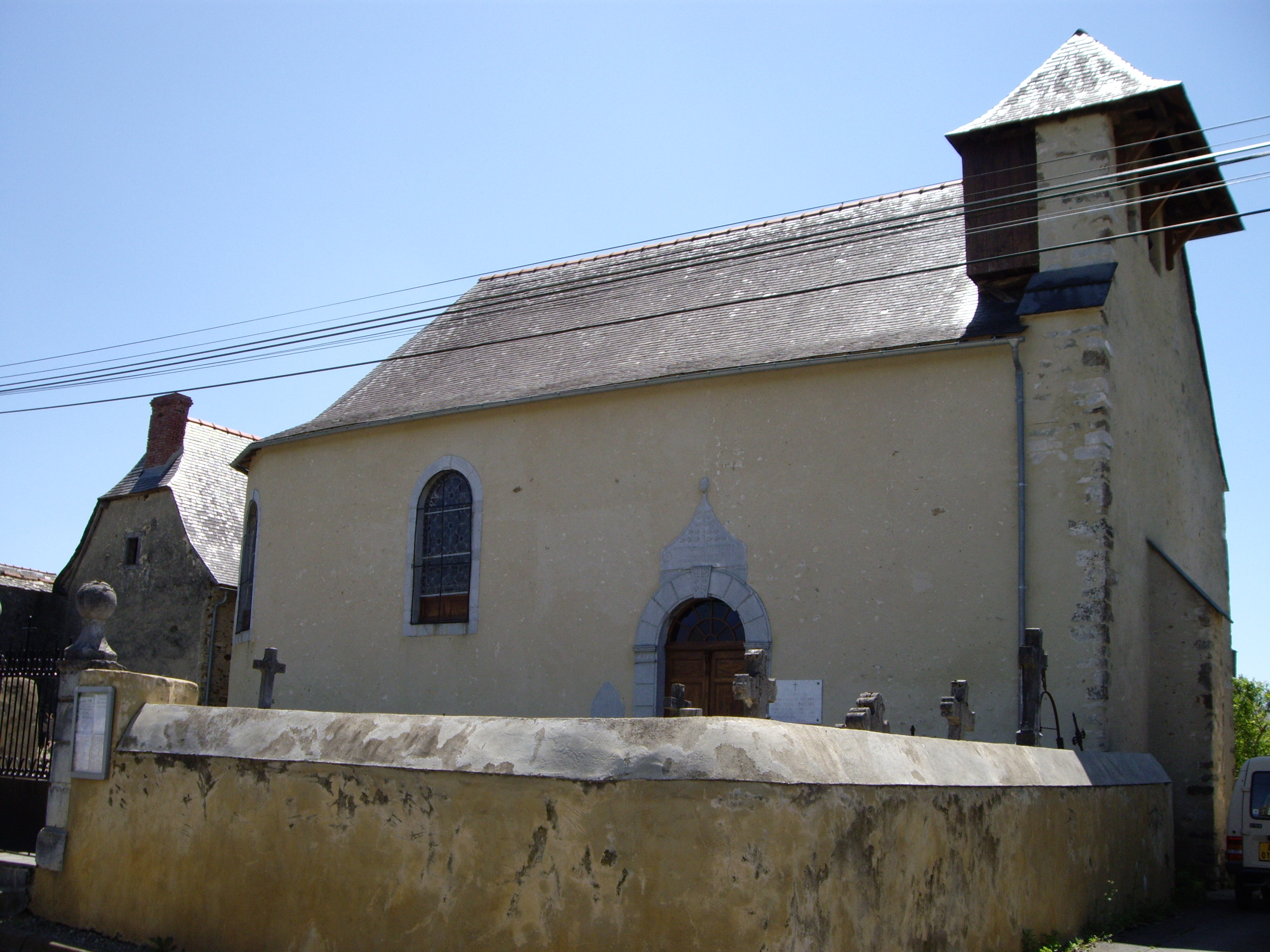
Iglesia.

La iglesia quemada en 1569 durante la guerras de religión, así como las iglesias de Averan de Orincles de Louey y Lanne. Todavía es muy dañada en 1660 y 1815 debido al terremoto. Fue reconstruida por suscripción voluntaria de los habitantes. En el año de gracia de 1999, después del trabajo iniciado en 1998, la iglesia Visker finalmente encontró su esplendor original.
Visker es rico en la apariencia bastante monumental y típica de ella Bigorre. Encontramos allí bellos ejemplos de pórtico monumentales a los pilares originales o todavía de marcos de piedra.